# العلاقات الغامبية الميانمارية
العلاقات الغامبية الميانمارية هي العلاقات الثنائية التي تجمع بين غامبيا وميانمار.

## مقارنة بين البلدين
هذه مقارنة عامة ومرجعية للدولتين:
| وجه المقارنة                                              | غامبيا       | ميانمار          |
| --------------------------------------------------------- | ------------ | ---------------- |
| المساحة (كم2)                                             | 11.30 ألف    | 676.58 ألف       |
| عدد السكان (نسمة)                                         | 2.10 مليون   | 53.37 مليون      |
| الكثافة السكانية (ن./كم²)                                 | 185.84       | 78.88            |
| العاصمة                                                   | بانجول       | نايبيداو، يانغون |
| اللغة الرسمية                                             | لغة إنجليزية | اللغة البورمية   |
| العملة                                                    | دالاسي غامبي | كيات ميانماري    |
| الناتج المحلي الإجمالي (بليون دولار)                      | 1.01 مليار   | 69.32 مليار      |
| الناتج المحلي الإجمالي (تعادل القوة الشرائية) بليون دولار | 3.34 مليار   | 282.95 مليار     |
| الناتج المحلي الإجمالي الاسمي للفرد دولار أمريكي          | 471          | 1.16 ألف         |
| الناتج المحلي الإجمالي للفرد دولار أمريكي                 |              |                  |
| مؤشر التنمية البشرية                                      | 0.441        | 0.536            |
| رمز المكالمات الدولي                                      | +220         | +95              |
| رمز الإنترنت                                              | .gm          | .mm              |
| المنطقة الزمنية                                           | 00           | ت ع م+06:30      |

## منظمات دولية مشتركة
يشترك البلدان في عضوية مجموعة من المنظمات الدولية، منها:
| علم المنظمة | اسم المنظمة                        | تاريخ انضمام غامبيا | تاريخ انضمام ميانمار |
| ----------- | ---------------------------------- | ------------------- | -------------------- |
|             | مؤسسة التنمية الدولية              | 18 أكتوبر 1967      | 5 نوفمبر 1962        |
|             | يونسكو                             | 1 أغسطس 1973        | 27 يونيو 1949        |
|             | مؤسسة التمويل الدولية              | 19 سبتمبر 1983      | 3 ديسمبر 1956        |
|             | منظمة حظر الأسلحة الكيميائية       | ?                   | ?                    |
|             | الأمم المتحدة                      | 21 سبتمبر 1965      | 19 أبريل 1948        |
|             | الاتحاد الدولي للاتصالات           | 27 مايو 1974        | 15 سبتمبر 1937       |
|             | منظمة الشرطة الجنائية الدولية      | ?                   | ?                    |
|             | البنك الدولي للإنشاء والتعمير      | 18 أكتوبر 1967      | 3 يناير 1952         |
|             | الاتحاد البريدي العالمي            | ?                   | ?                    |
|             | وكالة ضمان الاستثمار متعدد الأطراف | 11 سبتمبر 1992      | 16 ديسمبر 2013       |
|             | منظمة التجارة العالمية             | ?                   | ?                    |

## وصلات خارجية
- موقع وزارة الخارجية الغامبية
- موقع وزارة الخارجية الميانمارية